# XXIX Puchar Gordona Bennetta (balonowy)
29 Puchar Gordona Bennetta – zawody balonów wolnych o Puchar Gordona Bennetta zorganizowane w Genewie w Szwajcarii.  Start nastąpił 28 września 1985 roku.

## Uczestnicy
Wyniki zawodów.
| Zajęte miejsce | Balon                           | Pojemność [m3] | Załoga Pilot Pomocnik pilota                    | Kraj              | Czas lotu [h] | Odległość [km] | Miejsce lądowania            |
| -------------- | ------------------------------- | -------------- | ----------------------------------------------- | ----------------- | ------------- | -------------- | ---------------------------- |
| 1.             | HB-BBL Volksbank                |                | Josef Starkbaum Gerd Scholz                     | Austria           | 21:09         | 342,00         | Sanary-sur-Mer, Toulon (FRA) |
| 2.             | SP-BZR Polonia                  | 1000,00        | Stefan Makné Waldemar Ozga                      | Polska            | 22:58         | 325,00         | Toulon (FRA)                 |
| 3.             | HB-BFC JURA                     |                | Karl Spenger Martin Messner                     | Szwajcaria        | 13:50         | 323,00         | Bouche du Rhone (FRA)        |
| 4.             | HB-BEE KOLANDA                  |                | David Levin Frank Rider                         | Stany Zjednoczone | 16:38         | 316,00         | Istres (FRA)                 |
| 5.             | SP-BZN SPOŁEM-ALMATUR BIAŁYSTOK | 1000,00        | Ireneusz Cieślak Jerzy Czerniawski              | Polska            | 13:00         | 310,00         | Istres (FRA)                 |
| 6.             | D-GATZWEILER II                 |                | Hans Akerstedt Jan Balkedal                     | Szwecja           | 21:07         | 307,00         | Marignane (FRA)              |
| 7.             | HB-BEW "GZB"                    |                | Silvan Osterwalder Gerold Signer                | Szwajcaria        | 14:52         | 306,00         | Miramas (FRA)                |
| 8.             | F-Armand-Baebes                 |                | Jean-Jacques Muchery Thierry Villey-Desmeserets | Francja           |               | 305,00         | Istres (FRA)                 |
| 9.             | HB-BDU                          |                | Peter Peterka Werner Pfenninger                 | Szwajcaria        | 13:44         | 304,00         | St.Martin-de-Crau (FRA)      |
| 10.            | N-Moon Shadow                   |                | Jim M. Schiller Randy Woods                     | Stany Zjednoczone | 18:45         | 294,00         | Tarascon (FRA)               |
| 11.            | D-Dusseldorf                    |                | Volker Kuinke Helma Sjuts                       | RFN               | 21:00         | 290,00         | Lambesc (FRA)                |
| 12.            | D-Augsburg                      |                | Jojo Maes Wulf Bergner                          | RFN               | 14:25         | 208,00         | Montelimar (FRA)             |
| 13.            | D-Karstadt                      |                | Wilhelm Eimers Klaus Marienfeld                 | RFN               | 44:20         | 68,00          | Chambery (FRA)               |